# Robert Barcia
Robert Barcia pseudonim Hardy (ur. 22 lipca 1928 w Paryżu, zm. 12 lipca 2009 w Créteil) – francuski trockista, lider Walki Robotniczej.
Urodził się w robotniczej rodzinie w Paryżu w 1928. Działalność polityczną rozpoczął podczas II wojny światowej w niewielkiej trockistowskiej organizacji Unia Komunistyczna (Union Communiste) na której czele stał David Korner. Po wojnie pracował w fabryce Renaulta. W 1956, po inwazji Związku Radzieckiego na Węgry, brał udział w tworzeniu pisma „Voix Ouvrière”. Od 1968 roku stał na czele partii Walka Robotnicza.